# Język toaripi
Język toaripi, także: elema wschodni, melaripi, motumotu – język papuaski używany w prowincji Gulf w Papui-Nowej Gwinei. Według danych z 1977 r. posługuje się nim 23 tys. osób.
Serwis Ethnologue wyróżnia trzy dialekty: kaipi (melaripi), toaripi (moripi-iokea, moveave), sepoe. Nazwa „toaripi” pochodzi od nazwy wsi, z kolei „motumotu” to określenie nadane przez grupę etniczną Motu.
Był stosowany jako lingua franca do celów ewangelizacyjnych. Za sprawą swojej roli w piśmiennictwie rozpowszechnił się wśród wschodnich grup Elema.
Jest jednym z języków elema, które to bywają klasyfikowane w ramach języków transnowogwinejskich, jednakże taka ich przynależność nie została dostatecznie udowodniona.
Pierwsze materiały gramatyczne dot. toaripi ukazały się w 1907 r., a wczesne dane leksykalne pochodzą z dwóch końcowych dekad XIX w. W II poł. XX w. do dokumentacji tego języka przyczynił się H.A. Brown, autor słownika (1968) i pracy porównawczej (1972). Toaripi jest zapisywany alfabetem łacińskim.